# B-Dienst
Le B-Dienst, abréviation de  Beobachtungsdienst (service d'observation) fut pendant la Seconde Guerre mondiale, un service de décryptage du Marinenachrichtendienst (en), le service de renseignement de la marine allemande dépendant du haut commandement de la marine (Oberkommando der Marine ou OKM).
Pendant les hostilités, les cryptologues allemands remportent plusieurs succès notables. Cependant, ils sont dispersés au hasard d'affectations à des services très compartimentés qui ne communiquent pas entre eux. Il n'y a pas en Allemagne nazie de centralisation comparable au Government Code and Cypher School britannique de Bletchley Park.

## L'état-major de laKriegsmarine
L'OKM comprend plusieurs services du Marinenachrichtendienst (MND) concernés par le chiffre.
- Un service, le « 2. Abteilung der Seekriegsleitung » comprend the Marinenachrichtendienst (M.N.D.) (service de renseignement de la marine).
- Le M.N.D comprend un département de renseignement radio, le III. Abteilung.
- Le B-Dienst (Beobachtungsdienst, service de surveillance,) et le xB-Dienst (service de décryptage ) font irruption dans plusieurs réseaux radio alliés.

## Le B-Dienst
Dès avant 1935, le B-Dienst casse plusieurs codes et chiffres navals britanniques. À la déclaration de guerre, les Allemands en savent assez sur les transmissions de la Royal Navy pour suivre à la trace tous ses navires.

### Interception
Pour l'interception des émissions radioélectriques alliées, le B-Dienst dispose de stations d'écoute installées en Allemagne (un réseau vers la mer du Nord, un autre pour la Baltique) et dans les pays occupés. En France, on trouve des stations à Boulogne, Dieppe, Fécamp, Étretat, Brest, Angers, Bayeux, Erquy et Bordeaux; Montpellier et Toulon sur la Méditerranée, mais aussi à Madrid et à Séville.

### Radio-goniométrie
Le rôle de ces stations est d'intercepter les transmissions mais surtout de déterminer la position de l'émetteur par triangulation. Par exemple, en octobre 1939, le torpillage du HMS Royal Oak à Scapa-Flow amène la Home Fleet à gagner temporairement un autre mouillage qui est rapidement localisé par simple radio-goniométrie des messages alors échangés par les navires anglais.

### Décryptage
L'autre mission du B-Dienst est le décryptage des messages interceptés. Avant que les Britanniques ne se décident à changer de système, les Allemands écoutent les fréquences utilisées par les convois de l'Atlantique et de la Mer Blanche dont la route est désignée aux U-Boote. Un chiffre, le BAMS, utilisé entre navires marchands, est percé régulièrement. En février 1942, le chiffre utilisé entre l'Amirauté et les convois est brisé. 
En 1941, l'U.S. Navy refuse de céder à la marine anglaise ses machines à chiffrer Mark 1. L'amirauté adopte alors le Chiffre naval n°3 à l'usage des navires d'escorte des convois de l'Atlantique. Ce chiffre est percé en septembre 1942. Jusqu'en avril 1942, le B-Dienst lit plusieurs chiffres et codes américains. Il connaît également le Chiffre naval n°5, ainsi que différents codes mineurs de la RAF et de la Royal Navy. De décembre 1942 à mai 1943, 80 % des messages interceptés sont lus. Cependant, les délais de décryptage sont tels que 10 % seulement sont déchiffrés à temps.
Jusqu'en décembre 1942, les périodes propices aux U-Boote ne correspondent pas aux périodes fastes de décryptage des transmissions alliées, mais à celles où les navires marchands, soit isolés soit en convois faiblement escortés, sont debusqués par les sous-marins allemands à la sortie des grands ports de Grande-Bretagne ou d'Amérique du Nord.
Dans la période de décembre 1942 à mai 1943, 70 % des convois alliés attaqués étaient repérés par décryptage des chiffres et des codes anglais.
Au pic de son efficacité, le B-Dienst est capable de décrypter le bulletin journalier de situation des U-Boote (U-Boats Situation Report) dressé par l'amirauté britannique. C'est-à-dire que le BdU (Befehlshaber der U-Boote, commandement des sous-marins allemands) connait ce que savent les Alliés de son propre ordre de bataille. En revanche, il est incapable de percer les nouveaux chiffres américains.
À la même époque, les services anglais ont le plus grand mal à décrypter les messages passant par Enigma des U-Boote. Très courts, les messages sont codés, puis doublement chiffrés par des marins qui ne font pas de fautes exploitables. Quand un sous-marin est localisé, c'est par radiogoniométrie. Les vastes dimensions de l'océan Atlantique nuisent à cette méthode.

### Pertes alliées
De la déclaration de guerre à la victoire, 99 % du trafic commercial entre le Royaume-Uni et les États-Unis est arrivé à bon port.
En avril 1941, des 307 navires marchands traversant en convois escortés, seize seulement sont torpillés. En juin 1941, 383 navires passent en convoi. Un seul convoi est attaqué. Un navire coulé. Mais aussi 22 navires marchands isolés, sans escorte.
La pire année est 1942, 609 navires sont coulés en Atlantique-Nord, pour un total de six millions de tonnes. Cette année-là, les chantiers navals alliés lancent 7,1 millions de tonnes qui renforcent une flotte de trente millions de tonnes.

## Le tournant de 1943
Bletchley Park finit par convaincre l'amirauté que les codes et chiffres de la flotte de guerre et de la flotte marchande sont compris par la Kriegsmarine. C'est la seule explication à la réactivité des U-Boote.
La puissance industrielle des États-Unis et les progrès techniques permettent la généralisation de nouveaux modes de lutte contre lesquels les U-Boote sont impuissants : escortes renforcées, frégates performantes, porte-avions d'escorte assurant enfin une solide protection aérienne anti sous-marine, patrouilles de bombardiers à long rayon d'action et de navires de surface équipés de radars capables de discerner le sillage d'un périscope ou d'un schnorkel à l'insu des récepteurs d'alerte allemands, forces navales de recherche et d'attaque (« hunter-killers »).
De chasseurs devenus gibiers, les U-Boote sont retirés de l'Atlantique-Nord par Doenitz, le 24 mai 1943.
À compter de novembre 1943, la Royal Navy met en œuvre le système Typex que le B-Dienst est incapable de décrypter. Les signaux Enigma des U-Boote sont, presque sans interruption, lus par les cryptanalystes alliés, grâce aux centaines de bombes électromécaniques construites des deux côtés de l'Atlantique.

## Liens
- US Army Signals Intelligence Service
- OP-20-G